# Pro Football Focus
Pro Football Focus (auch ProFootballFocus, oder kurz: PFF) ist eine US-amerikanische Webseite, die NFL- und NCAA-Division-I-Spieler bewertet und analysiert. Viele Analysen sind auf Fantasy Football ausgerichtet.

## Geschichte
Pro Football Focus wurde von Neil Hornsby im Vereinigten Königreich gegründet. Die Webseite ging im Jahr 2007 online, somit war die NFL-Saison 2006 die erste, die von der Website bewertet wurde. Seit 2014 werden Collegefootballspiele der NCAA Division I bewertet. 2014 wurde der Firmensitz nach Cincinnati, Ohio, verlegt. Hierfür verantwortlich war Cris Collinsworth, ein bekannter Football-Analysist, der erhebliches Interesse an der Website zeigte.

## Bewertungssystem
PFF bewertet jeden Spieler in jedem einzelnen Spielzug auf einer Skala von −2 bis +2 (auch halbe Punkte sind möglich). Stark in die Bewertung mit einbezogen werden äußere Umstände, wie zum Beispiel bei Quarterbacks, ob er unter Druck stand, oder auch bei Runningbacks, ob sie ein neues First Down erlaufen haben oder nicht.